# Duets: An American Classic
Duets: An American Classic è un album di Tony Bennett, pubblicato nel 2006 dalla Columbia Records che ha raggiunto la terza posizione nella classifica Billboard 200, la prima nella Ultratop 50 e nella Billboard Canadian Albums e la quarta nella Recording Industry Association of New Zealand ed ha vinto il Grammy Award for Best Traditional Pop Vocal Album 2007 ed il Grammy Award for Best Pop Collaboration with Vocals per il brano For Once in My Life. Alla realizzazione dell'album hanno partecipato anche al violino Pinchas Zukerman e Chris Botti alla tromba.

## Tracce
1. Lullaby of Broadway (con le Dixie Chicks)
2. Smile/Smile (Charlie Chaplin) (con Barbra Streisand)
3. Put on a Happy Face (con James Taylor)
4. The Very Thought of You (con Paul McCartney)
5. The Shadow of Your Smile  (con Juanes)
6. Rags to Riches (con Elton John)
7. The Good Life (con Billy Joel)
8. Cold, Cold Heart (con Tim McGraw)
9. If I Ruled the World (con Céline Dion)
10. The Best is Yet to Come (con Diana Krall)
11. For Once in My Life (con Stevie Wonder)
12. Are You Havin' Any Fun? (con Elvis Costello)
13. Because of You/Because of You (singolo Tony Bennett) (con K.D. Lang)
14. Just in Time (con Michael Bublé)
15. The Boulevard of Broken Dreams (con Sting)
16. I Wanna Be Around (con Bono)
17. Sing, You Sinners (con John Legend)
18. I Left My Heart in San Francisco
19. How Do You Keep the Music Playing (con George Michael)